# François Rozenthal
François Rozenthal (* 20. Juni 1975 in Dunkerque) ist ein ehemaliger  französischer Eishockeyspieler, der zuletzt bei den Corsaires de Dunkerque in der drittklassigen Division 2 unter Vertrag steht. Sein Zwillingsbruder Maurice ist ebenfalls ein Eishockeyspieler.

## Karriere
François Rozenthal begann seine Karriere als Eishockeyspieler in seiner Heimatstadt in der Nachwuchsabteilung der Corsaires de Dunkerque, für deren Profimannschaft er von 1992 bis 1994 in der Division 1, der zweiten französischen Spielklasse, aktiv war. Anschließend spielte der Flügelspieler zwei Jahre lang für die Flammes Bleues de Reims in der Ligue Magnus und erhielt in diesem Zeitraum in der Saison 1995/96 die Trophée Jean-Pierre Graff als Rookie des Jahres der Ligue Magnus. Daraufhin spielte er ein Jahr lang für Reims’ Ligarivalen Club des patineurs lyonnais. Im Sommer 1997 unterschrieb er einen Vertrag bei den Gothiques d’Amiens, mit denen er in der Saison 1998/99 erstmals Französischer Meister wurde.
Für die Saison 2001/02 wechselte Rozenthal zu IF Björklöven aus der HockeyAllsvenskan, der zweiten schwedischen Spielklasse. Mit seiner Mannschaft scheiterte er in der Kvalserien am Aufstieg in die Elitserien. Im Saisonverlauf erzielte der Franzose in 52 Spielen insgesamt 15 Tore und gab elf Vorlagen. Anschließend kehrte er zu seinem Ex-Klub Gothiques d'Amiens zurück, mit dem er 2004 erneut Französischer Meister wurde. In der Folgezeit gehörte er zu den besten Spielern der Ligue Magnus, in deren All-Star Team er mehrfach gewählt wurde. Von 2007 bis 2009 stand er für den Erstligisten Pingouins de Morzine-Avoriaz auf dem Eis. Seither spielt er wieder in seiner Heimatstadt für die mittlerweile in die drittklassige Division 2 abgestiegenen Corsaires de Dunkerque, bei denen er ab der Saison 2010/11 Mannschaftskapitän war. 2013 beendete er seine Karriere.

### International
Für Frankreich nahm Rozenthal im Juniorenbereich an den U18-Junioren-B-Europameisterschaften 1992 und 1993 sowie der U20-Junioren-B-Weltmeisterschaft 1994 teil. Im Seniorenbereich nahm er für Frankreich an den B-Weltmeisterschaften 2001, 2002, 2003, 2005, 2006 und 2007 sowie den A-Weltmeisterschaften 1996, 1998, 1999, 2000, 2004, 2008 und 2009 teil. Des Weiteren stand er im Aufgebot seines Landes bei den Olympischen Winterspielen 1998 in Nagano und 2002 in Salt Lake City sowie bei den Qualifikationsturnieren für die Olympischen Winterspiele 2002, 2006 und 2010.

## Erfolge und Auszeichnungen
| - 1996 Trophée Jean-Pierre Graff - 1999 Französischer Meister mit den Gothiques d'Amiens - 2004 Französischer Meister mit den Gothiques d'Amiens - 2004 Trophée Charles Ramsey - 2005 Ligue Magnus Zweites All-Star Team | - 2006 Ligue Magnus Drittes All-Star Team - 2007 Ligue Magnus Drittes All-Star Team - 2008 Ligue Magnus Drittes All-Star Team - 2009 Ligue Magnus Erstes All-Star Team |

### International
- 2003 Aufstieg in die Top-Division bei der Weltmeisterschaft der Division I
- 2007 Aufstieg in die Top-Division bei der Weltmeisterschaft der Division I

## HockeyAllsvenskan-Statistik
(Stand: Ende der Saison 2010/11)